# Live And Loud!! (The Bridgehouse Tapes)
Live And Loud!! (The Bridgehouse Tapes)  album uživo engleskog punk rock/oi! sastava The 4-Skins. Objavio ga je Link Records 1989. godine. Album čine snimke uživo 9. ožujka 1981. godine. Album je objavljen na vinilu.

## Popis pjesama
A strana:
1. Wonderful World
2. Sorry
3. Summer Holiday
4. A.C.A.B.
5. Chaos
6. Jealousy

B strana:
1. 1984
2. Clockwork Skinhead
3. I Don't Wanna Die
4. Evil
5. Wonderful World (Encore)
6. Chaos (Encore)

## Zasluge
Zasluge na albumu:
- Gary Hodges  – vokal
- Hoxton Tom McCourt – bas gitara
- John Jacobs – bubnjevi
- Steve Pear – gitara
- Porky - masteriranje
- Dave Fergusson - snimanje